# Papir d'Oxirrinc 113
El papir d'Oxirrinc 113 és una carta escrita a Grècia i descoberta a Oxirrinc. El manuscrit va ser escrit en un papir en forma de full. El document data del segle II. Actualment, es troba al Museu d'Antiguitats Egípcies (Cat. Gen. 10011) al Caire, Egipte.

## Descripció
El document és una carta de Corbuló a Heràclides. Les mesures del fragment són de 187 per 100 mm.
Va ser descobert per Grendell i Hunt el 1898.

## Text
«Corbuló a Heràclides, salutacions. T'envio la clau d'Horió i la peça de la clau d'Onòfris, el cameller d'Apol·loni. Vaig adjuntar al paquet anterior un patró de color blanc i violeta. Et prego que siguis prou bo per igualar-lo i comprar-me dues dracmes de pes i enviar-m'ho tot junt amb qualsevol missatger que trobis, ja que la túnica s'ha de teixir de seguida. He rebut tot el que s'esperava d'Onòfris de manera segura. T'envio per mitjà del mateix Onòfris sis quarts de bones pomes. Dono les gràcies a tots els déus per pensar que vaig trobar a Plutó a Oxirrinquit Nomós. No pensis que em vaig oblidar de la clau. La raó és que el ferrer és lluny de nosaltres. Em pregunto si no has vist la manera de deixar-me tenir el que et vaig demanar d'enviar de Cobuló, especialment quant ho volia per un festival. Et prego que em compris un segell de plata i que me l'enviïs amb urgència. Tingues cura que Onòfris em compri el que la mare d'Irene li va demanar. Li vaig dir que Sintrofe havia dit que res més s'havia d'entregar a Amarantus pel meu compte. Fes-me saber que li has donat per fer comptes amb ell. En cas contrari, el meu fill i jo vindrem per aquest proposit. VAig rebre formatges grans de Cobuló, però no els volia grans, sinó petits. Fes-me saber qualsevol cosa que vulguis i ho faré amb molt de gust. 1er de Payni. (P.S.) Envia'm un pastís d'un òdol per al meu nevot.»